# فيرست موتورز
فيرست موتورز هي وكالة سيارات وسوق إلكتروني لبيع وشراء السيارات الفارهة في الإمارات العربية المتحدة، وهي جزء من مجموعة آلباجو. تقع الشركة في دبي، وتوفر أيضًا خدمة إلكترونية تتيح للأفراد بيع سياراتهم ولوحات أرقامهم المميزة.

## التاريخ
تأسست شركة فيرست موتورز عام 2021 كجزء من مجموعة ألباغو، وهي مجموعة شركات مقرها دبي. منذ إنشائها، تولى علي باتشينو منصب الرئيس التنفيذي للوكالة، وباعت أكثر من 1500 سيارة.
اجتذب المعرض زوارًا بارزين، منهم بطل العالم في الفورمولا 1 مرتين فرناندو ألونسو، ومن المؤثرين في مجال السيارات مثل مات واتسون (Carwow) وتيم بيرتون (Shmee150)، وأيقونات رياضية مثل ماهيندرا دوني وليبرون جيمس.
في عام 2024، أعلنت فيرست موتورز عن إطلاق سوق إلكتروني لبيع السيارات الفاخرة، حيث يمكن للأفراد إدراج سياراتهم للبيع. كما قدمت منصة مخصصة لشراء وبيع لوحات الأرقام المميزة في الإمارات.

## الجوائز
- 2022 - معرض العام - بيسبوك من Dubizzle[10]